# Leo Houben
Pieter Leonard (Leo) Houben (Heerlen, 21 maart 1916 – aldaar, 18 maart 2003) was een Nederlands burgemeester.
Hij begon in november 1934 zijn ambtelijke carrière op 18-jarige leeftijd als volontair bij de gemeentesecretarie van Wijnandsrade en twee jaar later maakte hij de overstap naar de gemeente Brunssum waar hij aanvankelijk werkzaam was op het kantoor van de gemeente-ontvanger. In september 1939 werd hij bij die gemeente leider van de distributiedienst en vanaf december 1947 was hij meer dan 28 jaar gemeentesecretaris van Brunssum. In 1976 werd Houben de kabinetschef van de gouverneur en in oktober 1980 volgde zijn benoeming tot waarnemend burgemeester van Voerendaal. Bij de gemeentelijke herindeling van januari 1982 waarbij de gemeente Klimmen opging in de gemeente Voerendaal kwam alweer een einde aan zijn burgemeesterscarrière. Begin 2003 overleed Houben enkele dagen voor hij 87 jaar zou worden.